# ディディエ・アルゼット
ディディエ・アルゼット (Didier Artzet、1963年2月10日 - ) は、フランスの元レーシングドライバー。ニース出身。
日本でのレース参戦時表記は ディディエ・アルツェー であった。

## 経歴

### キャリア初期
ニースで生まれ育ち、10代から故郷の街中をオートバイで走りまわることでバランス感覚と反射神経に役立ったと述べている。
フォーミュラ・ルノーに少し乗ったあと、1985年10月フランスF3に個人資金でスポット参戦し22歳で四輪レースデビュー。

### フォーミュラ3
1986年はフランス・フォーミュラ・ルノー・ターボに参戦し1勝、ランキング3位を獲得。コート・ダジュールの地元企業が参戦予算を支援してくれることになり、「モナコ・スポンサーリング」というチーム名で実際にはベルギーのKTR（ケアバーグ・トランスポートレーシング）が運営する体制で同年のモナコF3グランプリに参戦。着用するヘルメットは目立つようにとピンクにカラーリングされ、以後の彼のトレードマークとなった。
1987年はKTRよりフランスF3に参戦。同年5月のモナコF3グランプリでは、ジャン・アレジ、ステファノ・モデナ、ジョニー・ハーバート、ベルント・シュナイダーなど各国F3トップ選手を抑えて決勝レース優勝、ポールポジション、ファステストラップのハットトリックで制覇した。この時には「このレースはF1のボスたちがみんな見ていたし、将来はこれでF1のチャンスが来ると確信していたんだけど、結局そうはならなかった。しかし、レースの世界ではそんな話は無数にあるうちの一つなんだろう。」と述べている。
同年は世界ツーリングカー選手権、マカオグランプリにも参戦。以後国際F3000、ル・マン24時間レースなどに参戦した。

### フォーミュラ3000
F1への登竜門である国際F3000選手権では、自身の持ち込み資金が少ないことから十分なマシンノウハウを持つチームからの参戦機会を得られず、1988年の終盤戦に下位チームのRacetec 3000のシートを得てなんとかスポット参戦を果たすことが出来たが、1989年シーズンを3戦終えた時点でチームは資金が尽きレースから撤退、同年はその後トヨタ・チーム・トムスから全日本ツーリングカー選手権仙台ハイランドグループA300kmレースにスポット参戦し、ル・マン24時間レースでは同じくトムスの星野薫・鈴木恵一チームの一員に加わりトヨタ・88Cで参戦した。
1990年に移籍したアポマトクスのレイナード・90DはそのF3000キャリアの中ではまともな環境だったが、ここでポー・グランプリ予選8位や、バーミンガム市街地で表彰台獲得など公道コースでその才能を発揮した。
F1に縁が無かったレースキャリアを振り返り、「フランスでは1991年にアルコールとたばこの広告が完全に禁止された（注:エヴァン法）。これでモータースポーツに関してフランスの才能ある人材がその業界の端に追いやられた。当時まだたばこ会社による資金流入が大きかったこの世界では、エルフ、ルノーとのパイプがないフランス人にはF1マシンをテストする機会すら与えられなくなった。もう業を煮やして、違う新たな生活をはじめようと思った。」と語る。

### 引退後
その後ニューカレドニアのヌメアに生活基盤を構築し、時には自分のオートバイでオーストラリアのイースタン・クリーク・レースウェイまで行き、コースで走らせて楽しむほか、スリリングな水上オートバイを楽しむようになった。

## 評価
フランスのレース専門誌では「アルゼットは、母国フランスのレースシステムに乗ってF1に到達できたジャン・アレジやエリック・ベルナール、ヤニック・ダルマス、オリビエ・パニスらと同じように才能があったが、どういうわけかネットをすり抜けてしまった。特に公道コースでレーシングカーを制御するための反射神経は素晴らしかったが、おそらく間違った時代に生まれた人でした。エルフ、キャメル、マールボロなどのF1への黄金のハシゴのどれもが彼には無かった。」と評される。

## レース戦歴

### フランス・フォーミュラ3選手権
| 年     | エントラント             | シャーシ         | エンジン           | 1       | 2       | 3      | 4       | 5       | 6       | 7     | 8     | 9     | 10    | 11     | 12    | 13    | 順位 | ポイント |
| ------ | ------------------------ | ---------------- | ------------------ | ------- | ------- | ------ | ------- | ------- | ------- | ----- | ----- | ----- | ----- | ------ | ----- | ----- | ---- | -------- |
| 1985年 | 個人参戦                 | ラルト・RT30     | フォルクスワーゲン | NOG     | MAG     | LED    | PAU     | LAC     | ROU     | DIJ   | LEC   | NOG   | ALB   | CET 5  | LEC   |       | 19位 | 6        |
| 1987年 | ダニエルソン・レーシング | マルティニ・Mk52 | フォルクスワーゲン | ALB 9   | NOG Ret | MAG 18 | DIJ 7   | LEC 5   | PAU Ret | ROU 8 | LEC 6 | LAC 8 | NOG 7 | BUG 16 | LED 2 | CET 2 | 7位  | 52       |
| 1988年 | BSLコンペティション      | マルティニ・Mk45 | フォルクスワーゲン | NOG Ret | DLM 5   | PAU 2  | LAC Ret | ROU Ret | LEC 2   | ALB   | NOG   | BUG   | LED   | CET    | DIJ   |       | 8位  | 31       |

- 太字はポールポジション、斜字はファステストラップ。(key)

### マカオグランプリ
| 年     | チーム            | シャーシー/エンジン          | 予選 | レース1               | レース2               | 総合順位 |
| ------ | ----------------- | ---------------------------- | ---- | --------------------- | --------------------- | -------- |
| 1987年 | オレカ            | ダラーラ・387 アルファロメオ | 17位 | 台風の影響で1ヒート制 | 台風の影響で1ヒート制 | 7位      |
| 1988年 | Intersport Racing | ラルト・RT32 トヨタ・3S-G    | 16位 | 23位                  | DNF (エンジン)        | NC       |

### 国際F3000選手権
| 年     | エントラント     | シャシー       | エンジン       | 1       | 2       | 3       | 4      | 5       | 6       | 7     | 8   | 9       | 10     | 11  | 順位 | ポイント |
| ------ | ---------------- | -------------- | -------------- | ------- | ------- | ------- | ------ | ------- | ------- | ----- | --- | ------- | ------ | --- | ---- | -------- |
| 1988年 | レーステック3000 | ローラ T88/50  | コスワース DFV | JER     | VLL     | PAU     | SIL    | MNZ     | PER     | BRH   | BIR | BUG DNQ | ZOL 14 | DIJ | NC   | 0        |
| 1989年 | レーステック3000 | レイナード 89D | コスワース DFV | SIL Ret | VLL 7   | PAU Ret | JER    | PER     | BRH     | BIR   | SPA | BUG     | DIJ    |     | NC   | 0        |
| 1990年 | アポマトクス     | レイナード 90D | コスワース DFV | DON DNQ | SIL Ret | PAU Ret | JER 11 | MNZ Ret | PER Ret | HOC 8 | BRH | BIR 3   | BUG    | NOG | 15位 | 4        |

### 全日本ツーリングカー選手権
| 年     | チーム                 | コ.ドライバー | 使用車両         | 車番 | クラス | 1   | 2     | 3   | 4   | 5   | 6   | 順位 | ポイント |
| ------ | ---------------------- | ------------- | ---------------- | ---- | ------ | --- | ----- | --- | --- | --- | --- | ---- | -------- |
| 1989年 | バイヨ スープラ トムス | 黒沢琢弥      | トヨタ・スープラ | 37   | JTC-1  | NIS | SEN 8 | TSU | SUG | SUZ | FSW | 位   |          |

### ル・マン24時間レース
| 年     | チーム                 | コ・ドライバー                        | 使用車両          | クラス | 周回 | 総合順位 | クラス順位 |
| ------ | ---------------------- | ------------------------------------- | ----------------- | ------ | ---- | -------- | ---------- |
| 1989年 | トヨタ・チーム・トムス | 星野薫 鈴木恵一                       | トヨタ・88C       | C1     | 20   | DNF      | DNF        |
| 1992年 | ウェルター・レーシング | パトリック・ゴーニン ピエール・プティ | WR・LM92-プジョー | C4     | 42   | DNF      | DNF        |